# 組織 (生物学)
| 生命の階層 |            |
| 生態系     | ecosystem  |
| 生物群集   | community  |
| 個体群     | population |
| 個体       | individual |
| 器官       | organ      |
| 組織       | tissue     |
| 細胞       | cell       |
| 細胞小器官 | organelle  |
| 分子       | molecule   |
| その他     |            |
| 群体       | colony     |
| 定数群体   | coenobium  |

生物学における組織（そしき、独: Gewebe、仏: tissu、英: tissue）とは、形態及び機能を同じくする細胞の集合体。生体内の各器官（臓器）は、何種類かの組織が決まったパターンで集まって構成されている。

## 概説
ある程度以上発達した多細胞生物では、それを構成する細胞に役割に応じた形態や性質の差があり、それを分化（細胞分化）という。分化した細胞が個々に離れて存在する例もあるが、より高度な多細胞生物ではそれらが集まっており、異なった性質の細胞群が組み合わせられることで個体が形成される。このような細胞群を組織(tissue)という。
組織は普通は細胞が立体的、三次元に配置した生物で認められ、細胞と個体の間の階層をなすものと見なされる。複数の組織が組み合わさって一定の働きを持つまとまりをなしたものを器官（きかん organ）といい、これは組織と個体の間の階層をなす。
細胞が立体的に配置しない生物では組織は認めない。例えば細胞が一列に並んだ構造の生物において、ある部分が特別な細胞で占められていても、これを組織ということはない。従って菌類では組織は認められない。例えばキノコでは多数の菌糸が絡み合って大きな構造が作られるが、それらを組織ということはない。菌糸の細胞がふくらんで互いにくっつきあい、柔組織のように見えるものを偽柔組織と呼ぶなどの例はあるが、これはそれを組織と認めてのものではない。
従って明確に組織を持っているのは、陸上植物と動物、それに褐藻類である。陸上植物では組織の組み合わせで個体の体が形成されている。動物では組織が集まった器官が体を構成する単位となっていると見た方がわかりやすい。

## 動物の組織
動物の組織は、大きく4つの種類に分類される。上皮組織、結合組織、筋組織、神経組織である。それぞれは、細胞の種類、細胞の結合の仕方、分泌物（細胞外基質）などによって特徴付けられる。

### 上皮組織
各器官の内外の表面などを平面状に覆い、「仕切り」を形づくる組織。お互いにぴったりとくっついた細胞が細胞接着により、びっしりとすきまなく配列している。
器官の表面の仕切りに期待される性質は部位によって異なっており、上皮組織にも多様な種類が存在する。例えば、皮膚では、水分が通り抜けるのをできるだけ防ぐこと、しかも衝撃に対して強いことが要求されており、薄く広がった細胞が何層にも重なり合い、細胞どうしが強固につながりあった上皮（重層扁平上皮）で表面が覆われる。この層は皮膚の表皮と呼ばれる。一方、栄養分をできるだけ効率的に吸収したい小腸の内壁では、円柱状の細胞が1層並んでできた上皮（単層円柱上皮）で覆われて、その細胞が栄養分の取り込み口として効果的に働けるようになっている。この層は、小腸の粘膜上皮と呼ばれる。
分泌腺は、上皮組織がつくる「仕切り」の形が変化してできたものと考えられており、消化液や汗などを分泌する外分泌腺や、ホルモンを分泌する内分泌腺の分泌細胞の配列は、共に、上皮組織の一種と考える。
保護上皮(単層上皮)、分泌上皮(腺上皮)、感覚上皮、吸収上皮がこれらにあたる。

### 結合組織
比較的少数の細胞が、細胞のまわりに多量の物質を分泌している。それらの分泌物（細胞外基質と呼ぶ）が重要な働きをもっており、組織全体として、何かの隙間を埋めたり、構造的な強度を発揮する役割を持つ。
組織を構成する細胞の種類と、分泌される細胞外基質との組み合わせで多種類の結合組織に分けられる。例えば、皮膚には、線維芽細胞とその細胞から分泌された膠原（コラーゲン）繊維が比較的密に存在する結合組織の層があり、皮膚の真皮と呼ばれる。また、おなじ膠原繊維でも、一方向にびっしりとすきまなく配列し、強い力で引っ張ることができるのが腱である。軟骨細胞が、微細な線維とコンドロイチン硫酸など多量の基質を分泌し、それらが弾力性に富んだかたまりをつくるのが軟骨で、骨芽細胞が、微細な線維とカルシウム塩などの無機質を分泌したのが、骨である。
繊維性結合組織、脂肪組織、軟骨組織、骨組織がこれらにあたる。

### 筋組織
筋細胞と呼ばれる特殊な細胞からできた組織である。筋細胞は、細胞内に、アクチン、ミオシンなどの蛋白質が配列した筋原繊維を大量にもち、それが伸び縮みすることで、細胞全体の長さを変えることができる細胞である。筋細胞は1個1個が紡錘形の細胞で、筋繊維とも呼ばれる。細胞どうしは、強い力を出せるように、強固に接着している。大量のエネルギーを必要とするため血管が発達し、収縮の指令を伝えるための神経繊維が侵入する。
生体の筋肉を構成するだけでなく、筋肉以外の器官にも、収縮する力が必要な箇所に広く存在する。通常の筋肉を構成する筋組織は骨格筋と呼ばれ、心臓の壁の心筋と共に筋原繊維の配列が規則的で、顕微鏡で横縞がみられるため横紋筋と呼ばれる。内臓などそれ以外の器官に広く存在する平滑筋と区別される。

### 神経組織
神経細胞は、長大な細胞突起を持ち、細胞の膜電位をコントロールすることで、細胞突起に沿って電気的な興奮を伝導することができる細胞である。神経細胞とグリア（神経膠）細胞から構成される。脳や脊髄などの中枢神経系や、体中に張り巡らされた、いわゆる神経（神経繊維束）など、神経系の器官は神経組織からできている。神経細胞どうしはシナプスと呼ばれる微小な連絡部位を持ち、そこから別の神経細胞へと細胞膜の興奮の刺激が伝わる。神経細胞どうしは、シナプスによって複雑につながりあい、これが神経細胞による処理の複雑さを生み出すもとになっていると考えられている。
グリア細胞は、自ら興奮伝導を行うことはないが、神経細胞の機能をさまざまな側面からサポートする何種類かの細胞の総称である。
- アストログリア（星状膠細胞）
- オリゴデンドログリア（乏突起膠細胞あるいは稀突起膠細胞）
- ミクログリア（小膠細胞）

## 植物の組織
陸上植物の場合、発生初期を除けば、その体の中で細胞分裂は限られた部位で行われる。そこでこれを分裂組織、それ以外の部分を永久組織という。分裂組織は頂端分裂組織と形成層に分けられる。また、いわゆる維管束植物の場合、永久組織は表皮組織、通道組織、機械組織、柔組織に分けられる。

### 分裂組織
植物で、細胞分裂を活発に行っている組織。植物を成長させる働きをもつ。

#### 頂端分裂組織
伸長成長する組織で、茎の成長点にある茎頂分裂組織、根の成長点にある根端分裂組織に分けられる。

#### 形成層
肥大成長する組織で、双子葉類のみにあり、根や茎に見られる。

### 永久組織
分裂組織によってできた新しい細胞が分化した組織である。表皮組織のことを表皮系、通道組織のことを維管束系、機械組織と柔組織を合わせて基本組織系ともいう。

#### 表皮組織
葉や根の表面を覆い、守るための組織。変形し、根毛や、孔辺細胞となったものもある。

#### 通道組織
植物の水分や養分の通路となる組織。木部と師部からなる。

#### 機械組織
細胞壁が厚くなった細胞からできていて、植物を支える役割を持つ。
例として、茎の中の繊維組織などが挙げられる。

#### 柔組織
同化組織と貯蔵組織に分けられる。同化組織はさく状組織と海綿状組織から成り、葉緑体を含むため光合成を行う。貯蔵組織は根や茎に見られ、デンプンなどを蓄える。

### 植物の組織系
いくつかの組織が、集まって一定の配列をしているものを組織系といい、組織系Ⅰと組織系Ⅱがある。
組織系Ⅰ
表皮系＋維管束系＋基本組織系
組織系Ⅱ
表皮+皮層＋中心柱